# Cyclothea catathymia
Cyclothea catathymia är en fjärilsart som beskrevs av Louis Beethoven Prout 1934. Cyclothea catathymia ingår i släktet Cyclothea och familjen mätare. Inga underarter finns listade i Catalogue of Life.